# يوسف كركور
يوسف كركور هو ممثل مغربي بريطاني. اشتهر بتجسيد شخصية اللاجئ السوري سامي في المسلسل الكوميدي الدرامي هوم، وهو الدور الذي رشح عنه لجائزة الأكاديمية البريطانية للتلفزيون لعام 2020.

## وصلات خارجية
لم يتم العثور على روابط لمواقع التواصل الاجتماعي.

- يوسف كركور على موقع IMDb (الإنجليزية)
- يوسف كركور على موقع قاعدة بيانات الفيلم (الإنجليزية)